# Musée de l'holographie
Le musée de l'holographie est un musée de Paris, consacré à l'holographie.

## Historique
Le musée ouvre le 25 mars 1980 dans le quartier de l'Horloge dans le 4e arrondissement de Paris. Il est rapidement transféré au 4 rue Beaubourg puis s'installe au 1 rue Pierre-Lescot, Forum des Halles en juillet 1982.
Il ferme ses portes en avril 1996 et depuis cette date, poursuit ses activités hors les murs.
Le musée de l'Holographie est actuellement fermé au public mais ses collections sont toujours exposées en France et à l'étranger.
En témoignent les plus de 80 000 visiteurs de l'exposition Esculturas de Luz (Sculptures de Lumière) à la Feria de Asturias du 7 au 22 août 2010 à Gijón.
En 1983, plus de 4.000 visiteurs par jour se sont rendus au Palais des Expositions de Pékin pour la première exposition d’hologrammes en Chine. Depuis, les collections du Musée ont fait le tour du monde avec près de 400 expositions sur les 5 continents.